# Tímida
«Tímida» es un sencillo de la cantante y drag queen brasileña Pabllo Vittar en colaboración con la mexicana Thalía. Fue lanzado el 19 de marzo de 2020 como el segundo sencillo de su tercer álbum de estudio, 111 (2020), a través de Sony Music.

## Antecedentes y lanzamiento
Para promocionar el sencillo, Vittar realizó un mural interactivo en una ubicación estratégica de la ciudad de São Paulo.  Algunos seguidores de la cantante que pasaron por el lugar, pudieron escuchar la canción de primera mano. La portada del sencillo fue revelada por Pabllo en redes sociales el 17 de marzo de 2020.

## Videoclip
El videoclip de la canción, lanzado el 20 de marzo de 2020, fue dirigido por Gustavo Camacho, y ha sido filmado en Nueva York.

## Presentaciones en vivo
Vittar interpretó la canción el 23 de abril de 2020 en The Stonewall Inn Gives Back.

## Posición en listas de éxitos
| Lista (2020)                                                 | Posición más alta |
| ------------------------------------------------------------ | ----------------- |
| Chile (Monitor Latino)                                       | 2                 |
| Estados Unidos US Latin Pop Digital Songs Sales (Billboard ) | 13                |